# توماس ديمبستر
توماس ديمبستر (23 أغسطس 1579–6 سبتمبر 1625) هو كاتب ومؤرخ إسكتلندي.

## حياته الخاصة
ولد ديمبستر في أبردينشاير، ومنها، انتقل إلى عدة مدن في أوروبا الغربية للدراسة؛ منها باريس ولوفين وروما وذلك في المدارس البابوية، ثم عاد إلى إسكتلندا حيث كتب مناشير ضد الملكة البريطانية إليزابيث الأولى.
غادر ديمبستر إسكتلندا مرة أخرى للتدريس في نيم. ثم انتقل إلى تولوز، ومنها، غادر تلبية لطلب تنصيبه أستاذا للقانون المدني في جامعة بيزا.

## وفاته
توفي ديمبستر أثناء شغله خطة أستاذ في جامعة بولونيا، بسبب حمى عابرة.